# Alan Miler (fudbaler)
Alan Džon Miler (engl. Alan John Miller; Eping, 29. mart 1970 — 3. jun 2021) bio je  engleski profesionalni fudbalski golman.

## Karijera
Miler je svoju fudbalsku karijeru počeo sa 14 godina u Arsenalu 1984. godine. Sa njima je osvojio FA Kup Juniora 1988. godine, a potom je osvojio i četiri kupa za reprezentaciju Engleske U-21. Bio je u prvom timu zajedno sa Džonom Lukićem, a zatim i sa Dejvidom Simenom, pa je retko dobijao priliku da se dokaže. Bio je na pozajmicama u Plimut Erdžilu, Vest Bromvič albionu i Birmingem sitiju.
Konačno je debitovao u Arsenalu 21. novembra 1992. godine kao zamena (prvi Arsenalov golman koji je ikada došao kao zamena) i pojavio se još sedam puta u sledeće dve sezone. Osvojili su medalju FA kup-a i Liga kup 1992–93. godine i medalju Kup pobednika kupova 1993–94. godine, ali je on oba puta bio neiskorišćena zamena.
U leto 1994. godine, želeći da bude u prvom timu, Miler prelazi u Midlsbro za 500.000£(funti), osvojivši medalju u Prvoj ligi Engleske, u svojoj prvoj sezoni.
Godine 1997., on je potpisao ugovor od 400.000£(funti) sa Vest Bromvič albionom, pre nego da pređe u Blekbern Roverse 2000. godine. Odigrao je samo dve utakmice za vreme svog boravka u Ivud Parku, protiv Šefild Junajteda u Ligi i Portsmuta u Liga kupu. Dok je bio u Blekbern-u, igrao je za Bristol siti i Koventri siti, kao pozajmica, tokom 2000-01. godine. Njegovo jedino pojavljivanje u Koventriju, u meču protiv Čelsija, bilo je zaboravljeno, jer je bio zamena Krisa Kirklanda, nakon što je Kris morao da napusti meč. Koventri je izbubio meč, rezultatom 6:1. U oktobru 2001. godine, opet je bio na pozajmici, ovog puta u Sv. Džonston-u. Kasnije je bio vraćen sa pozajmice iz Sv. Džonston-a, kako bi opet zauzeo svoje mesto na klupi u Blekbernu, kada su osvojili Fudbalski Liga kup, obezbeđujući podršku Bred Fridelu, zbog povrede regularne zamene golmana Alena Kelija. 
Miler se je penzionisao 2003. godine, nakon povrede.
Po završetku karijere živeo je u Holkam-u (selo i civilna parohija severo-zapadno od okruga Norfok, Engleska) i igrao kriket za Holkam Estejt.

## Nagrade
Individualne
- Prva Liga Engleske PFA tim godine 1997-98.

## Spoljašnje veze
- Profil Alana Milera na sajtu www.soccerbase.com.